# 孫坊
孫坊（1516年—？），字志國，號真泉，錦衣衛籍浙江餘姚縣人，明朝政治人物。

## 生平
丁酉順天府鄉試第三十四名舉人，嘉靖二十三年（1544年）甲辰科三甲進士。历官福建邵武县知县，升工部主事、郎中。

## 家族
曾祖孫孟宏，贈禮部尚書；祖父孫彬，曾任教諭；父孫煉。母鄭氏。具庆下。兄孫逵，倉官；孫堪，前府都督佥事；孫墀，大理寺寺丞；孫陞，翰林院编修；孫玉，听选官；孫佳，贡士。弟孫垍。